# La Lande-de-Fronsac
La Lande-de-Fronsac är en kommun i departementet Gironde i regionen Nouvelle-Aquitaine i sydvästra Frankrike. Kommunen ligger i kantonen Fronsac som tillhör arrondissementet Libourne. År 2022 hade La Lande-de-Fronsac 2 739 invånare.

## Befolkningsutveckling
Antalet invånare i kommunen La Lande-de-Fronsac
Referens:INSEE